# Бригита, Энит
Энит Сейтье Мария Бригита (нидерл. Enith Sijtje Maria Brigitha; род. 15 апреля 1955 года, Виллемстад, о. Кюрасао, Нидерландские Антильские острова) — одна из ведущих нидерландских пловчих 1970-х годов, многократный призёр Олимпийских игр, чемпионатов мира и Европы.
На Олимпийских играх 1976 года в Монреале завоевала две бронзовые медали в плавании на 100 и 200 м вольным стилем. Энит стала первым в мире чернокожим спортсменом, завоевавшим олимпийскую медаль в плавании.

## Спортивная карьера
Энит Бригита родилась на о. Кюрасао, одном нидерландских островов Малого Антильского архипелага. На острове не было плавательного бассейна, поэтому первые шаги в спорте Энит сделала, плавая в Карибском море.
В 1970 году она имела результат 1.05,0 в плавании на 100 метров вольным стилем, что было на уровне лучших результатов в регионе.
В 1971 году она попала в Нидерланды вместе с матерью, которая после развода вернулась на родину в Амстердам. Здесь она начала тренироваться в бассейне клуба Het IJ в Амстердаме. В том же году она показала на стометровке 1.00,5 и вошла в десятку лучших спортсменок в мире на этой дистанции.
В 1972 году Бригита стала первой нидерландской пловчихой, преодолевшей дистанцию 100 метров вольным стилем быстрее 1 минуты. В этом году её достижения на дистанциях 100, 200 и 400 метров вольным стилем составляли 59,37, 2.09,8, и 4.40,0 соответственно. Также успешно она выступала на дистанциях 100 и 200 метров на спине, показав результаты 1.06,5 for 100m and 2.23,7.
Успешно пройдя отборочные соревнования в олимпийскую сборную Нидерландов, она попала на Олимпийские игры в 1972 года Мюнхене, где пробилась в финал на пяти дистанциях, заняв два 5-х места в эстафетах 4×100 метров вольным стилем и комбинированной, два 6-х места в плавании 100 и 200 метров на спине и 8 место на стометровке вольным стилем.
Это стало началом её успешной спортивной карьеры. В 1973—1979 годах она 21 раз становилась чемпионкой Нидерландов на различных дистанциях вольным стилем и на спине, а также баттерфляем и комплексным плаванием, в том числе 7 раз подряд — чемпионкой на дистанции 100 метров вольным стилем.
Выступая на международной арене она также собрала обширную коллекцию медалей, среди которых, однако, не было ни одной золотой. Дважды она становилась призёром Олимпийских игр, четырежды — призёром мировых чемпионатов, 7 раз — призёром чемпионатов Европы.
Дважды, в 1973 и 1974 годах, объявлялась спортсменом года в Нидерландах. В 1979 году стала рыцарем ордена Оранских-Нассау.
В 1990 году Бригита вместе с мужем вернулась на о. Кюрасао, где организовала собственную школу плавания для детей.